# Jedlová v Orlických horách

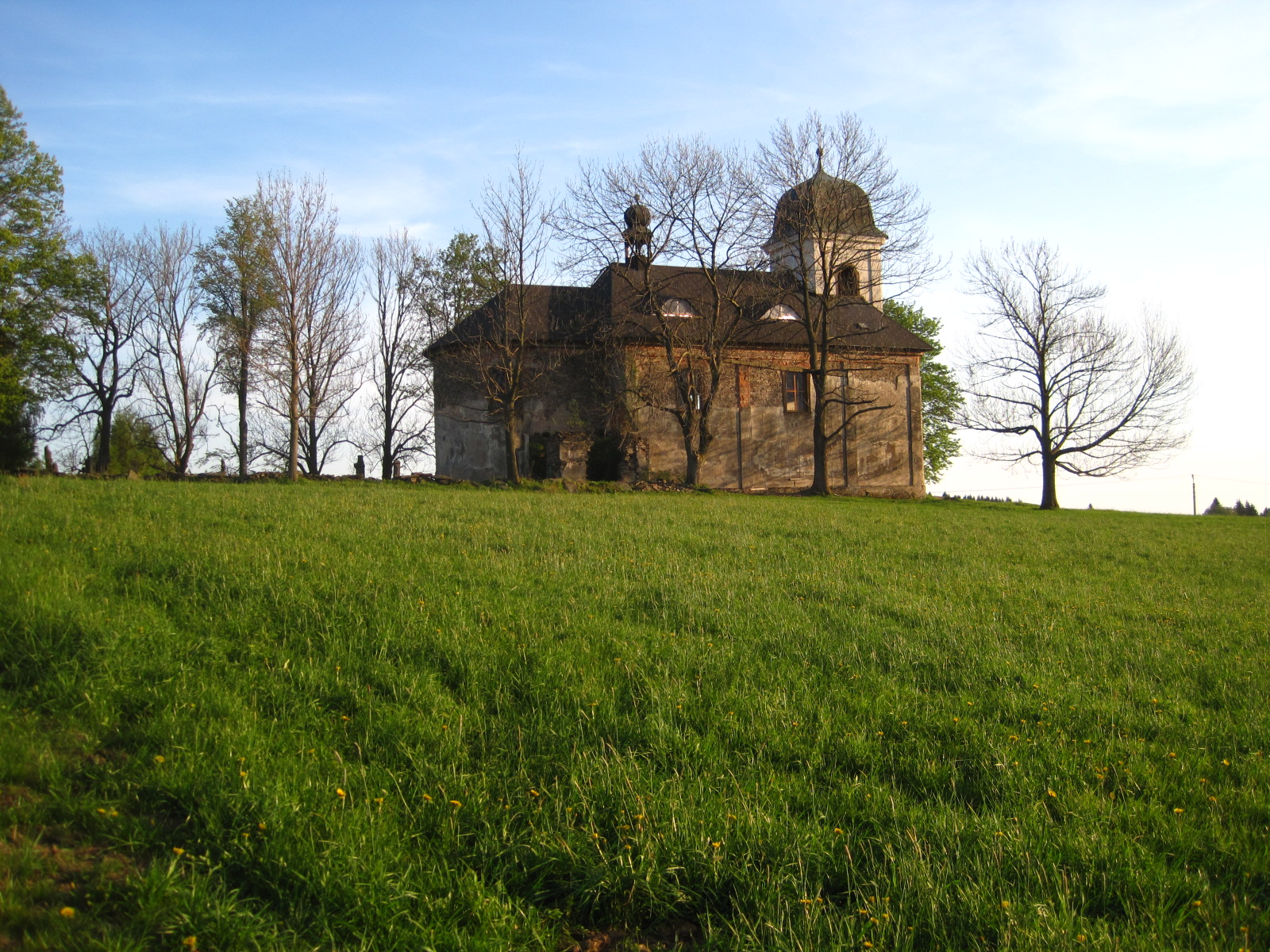
Kirche des hl. Matthäus

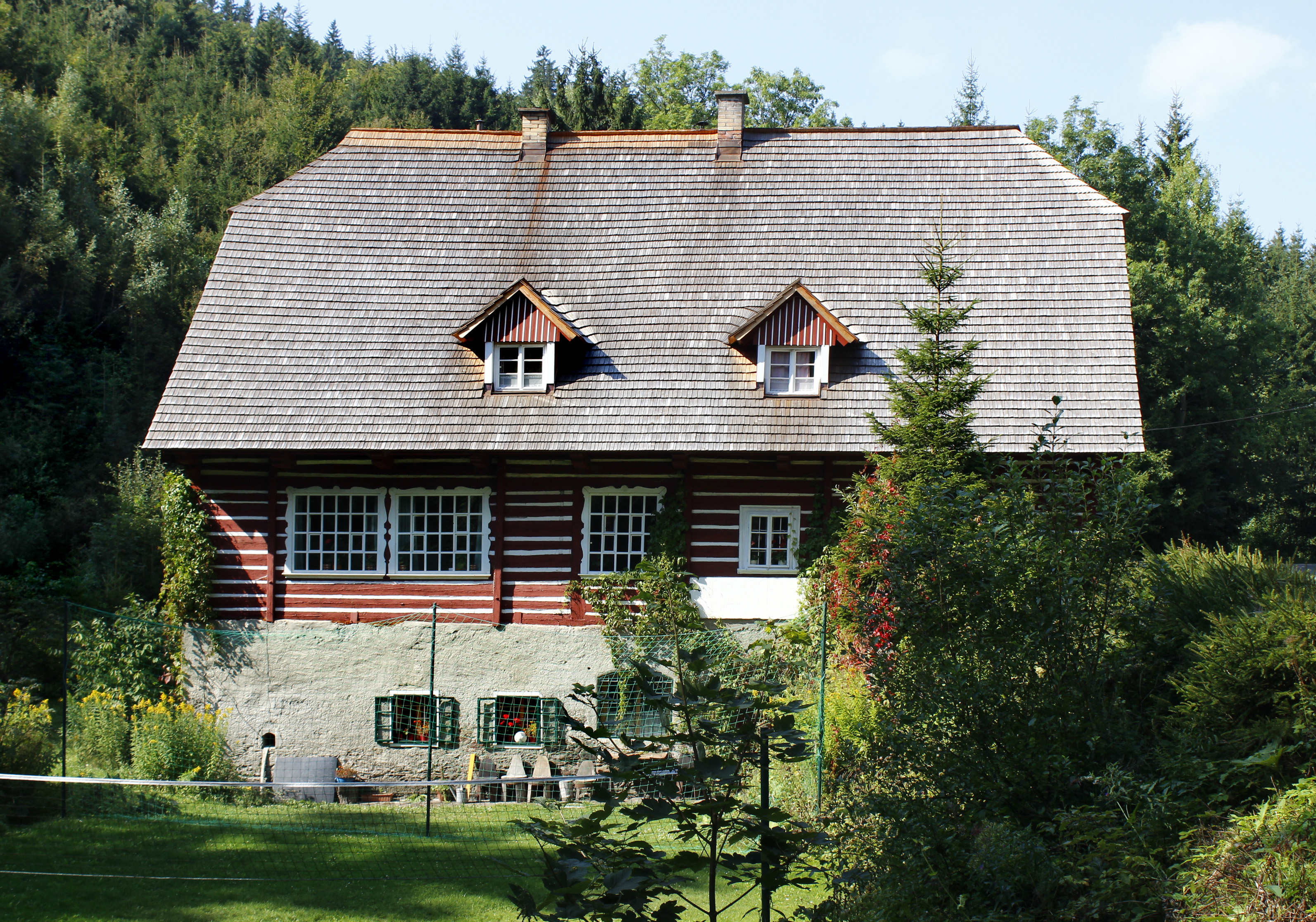
Ehemalige Wassermühle

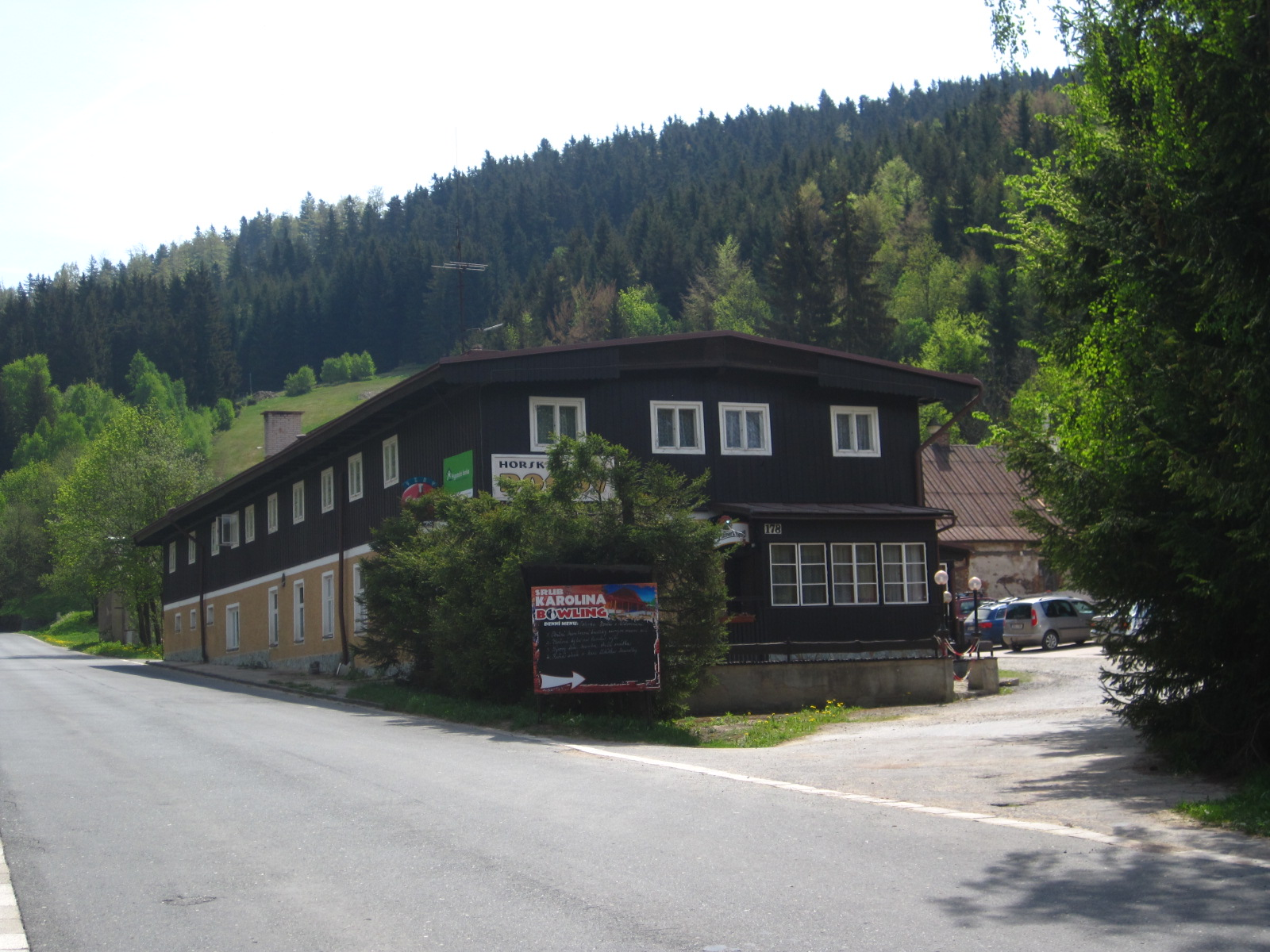
Ehemalige Karolinenhütte

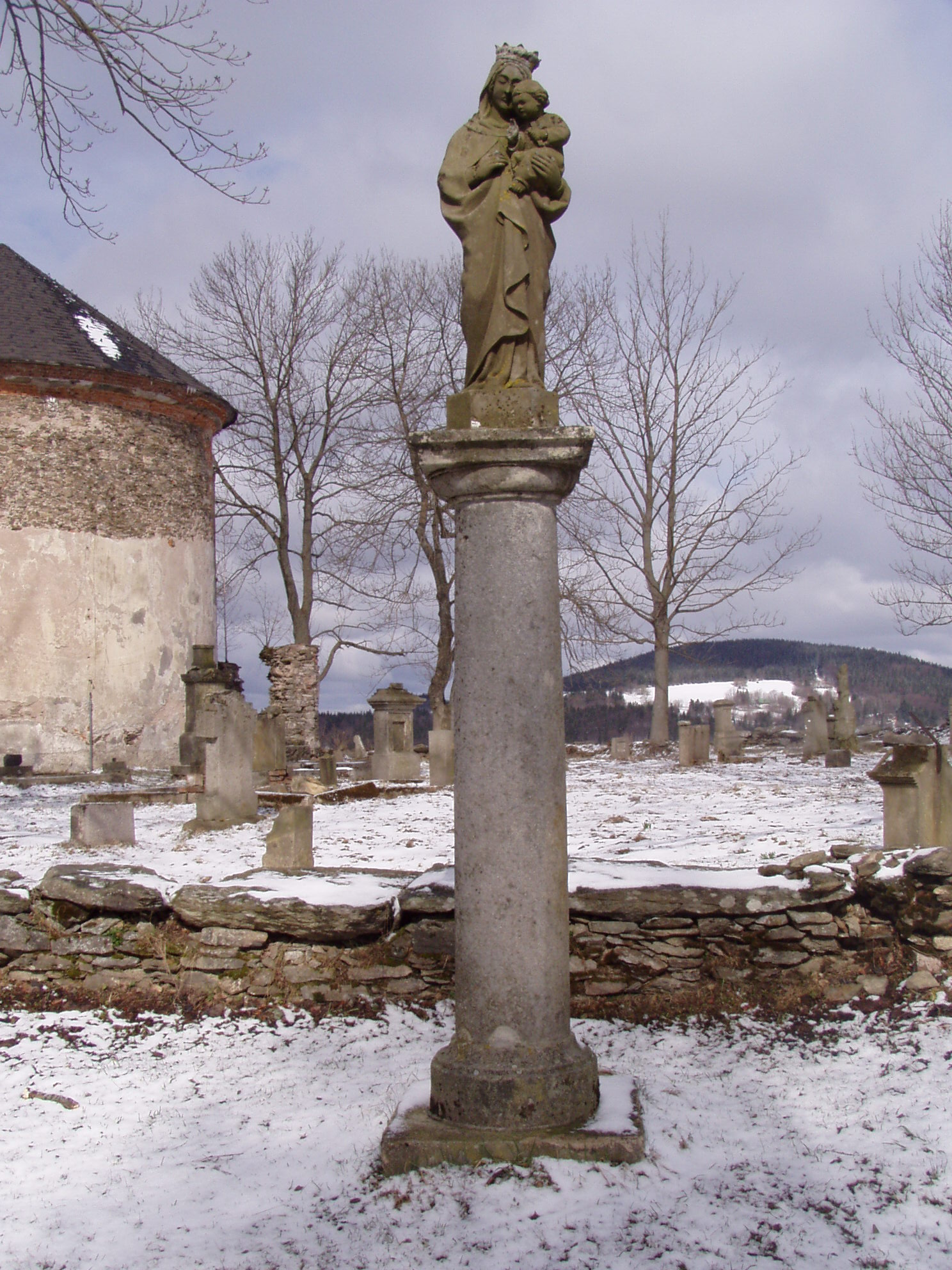
Mariensäule am Friedhof

Jedlová v Orlických horách (deutsch Tanndorf) ist eine Grundsiedlungseinheit der Gemeinde Deštné v Orlických horách in Tschechien. Sie liegt anderthalb Kilometer südlich von Deštné v Orlických horách und gehört zum Okres Rychnov nad Kněžnou.

## Geographie
Die Streusiedlung Jedlová v Orlických horách erstreckt sich linksseitig der Bělá (Alba) an der Einmündung des Kleinwassers am westlichen Fuße des Adlergebirgskammes. Durch den Ort führt die Straße II/321 zwischen Skuhrov nad Bělou und Deštné v Orlických horách. Nördlich erhebt sich der Kamenný vrch (1037 m n.m.), im Nordosten der Šerlich (1027 m n.m.) und die Malá Deštná (1090 m n.m.), östlich die Velká Deštná (1115 m n.m.), die Maruša (1042 m n.m.) und der Studený vrch (883 m n.m.), im Südosten der Lubný (Karlslehne, 956 m n.m.), südlich der Ovčár (707 m n.m.), im Westen der Dříšský kopec (726 m n.m.) und nordwestlich der Plasnický Špičák (833 m n.m.)
Nachbarorte sind Deštné v Orlických horách im Norden, Zákoutí im Nordosten, Luisino Údolí im Osten, Zálesí und Kamenec im Südosten, Hutě, Stará Huť und Podolí im Süden, Mnichová, Stará Náves und Strakovec im Südwesten, Rovenské Šediviny und Prázova Bouda im Westen sowie Kout und Dříš im Nordwesten.

## Geschichte
Tanndorf wurde wahrscheinlich durch die Herren von Dobruška als Holzfällersiedlung gegründet. Die erste urkundliche Erwähnung des Dorfes erfolgte 1362, als es die Herren von Dobruška dem Kloster Heiligenfeld überließen. Die Heiligenfelder Zisterzienser errichteten wenig später in der Flur Deschney einen Klosterhof. Nach dem Untergang des Klosters in den Hussitenkriegen gelangte das Dorf an weltliche Besitzer und schließlich an die Herrschaft Solnitz. Im Jahre 1515 wurde Tanndorf von Deschney abgetrennt und erhielt eine eigene Ortsgerichtsbarkeit. Um 1612 wurde auf dem abgeholzten Kamm Obschar über dem Dorf ein dem hl. Matthäus geweihtes Holzkirchlein errichtet. Vratislav Eusebius von Pernsteins Schwester Febronia Eusebia Helena von Pernstein hinterließ die Herrschaft Solnitz nach dem Erlöschen ihres Geschlechts 1646 dem Karmeliterkloster auf der Prager Kleinseite. Im 18. Jahrhundert erfolgte eine starke Erweiterung der des Dorfes, um die Kirche entstand die Siedlung Obschar. 1726 wurde die Kirche der Deschneyer Pfarre als Filialkirche zugeteilt. Die alte Kirche wurde 1736 abgebrochen. In den Jahren 1737–1741 erfolgte an ihrer Stelle ein steinerner Neubau. Nach der Aufhebung des Karmeliterordens wurde das Gut Solnitz dem k.k. Religionsfonds zugeteilt. Die Siedlung Hüttendorf wurde 1821 von Tanndorf abgetrennt und an Groß Auerschim angeschlossen. 1825 erfolgte der Verkauf der Herrschaft Solnitz an Anton Ritter Sliwka von Sliwitz. Er ließ 1828 auf den Fluren von Tanndorf die Siedlung Luisenthal anlegen.
Im Jahre 1836 bestand das im Königgrätzer Kreis gelegene Dorf Tanndorf bzw. Gedlowa aus 95 Häusern, in denen 653 überwiegend deutschsprachige Personen lebten. Die von Wald umgebenen Häuser lagen verstreut im Tal des Albabaches und auf den Bergen; zwei Ortslagen wurden als Dreihäusel und Obschar bzw. Občar bezeichnet. Unter obrigkeitlichem Patronat standen die Filialkirche St. Matthäus sowie die Schule im Obschar. Außerdem gab es im Ort je zwei Wirtshäuser, Mühlen – die Hintermühle und die Herrenmühle – sowie Brettsägen. Pfarrort war Deschney. Bis zur Mitte des 19. Jahrhunderts blieb das Dorf der Allodialherrschaft Solnitz untertänig.
Nach der Aufhebung der Patrimonialherrschaften bildete Tanndorf ab 1849 mit den Ortsteilen Annahütte und Luisenthal eine Gemeinde im Gerichtsbezirk Reichenau. Ab 1868 gehörte das Dorf zum Bezirk Senftenberg, 1869 wurde es dem Gerichtsbezirk Rokitnitz zugeordnet. Die durch die Grundherren von Solnitz von 1873 bis 1910 im Tanndorfer Hinterwinkel betriebene Karolinenhütte war die letzte Glashütte im Adlergebirge. Im Tanndorfer Hinterwinkel wurde 1890 eine weitere einklassige Volksschule eröffnet. Zu dieser Zeit lebten in der Gemeinde knapp 1000 Menschen. 1895 wurde Annahütte nach Groß Auerschim umgemeindet. Zu Beginn des 20. Jahrhunderts entwickelte sich das Dorf zu einem Straßenknotenpunkt, von dem in fünf Richtungen Straßen ins Gebirge bzw. Vorland führten. In der Volksschule auf dem Obschar wurde vor 1918 der zweiklassige Unterricht aufgenommen, sie wurde 1926 wegen des Rückgangs der Schüler wieder zu einer einklassigen Volksschule. Zur Filialkirche Tanndorf gehörten die ständigen Exposituren Michowie (ab 1925) und Lom (ab 1938). Im Jahre 1930 lebten in der Gemeinde Tanndorf (mit Louisenthal) 499 Menschen. Zu dieser Zeit gab es in Tanndorf ein Elektrizitätswerk, eine Molkerei, eine Möbelfabrik, eine Flachsbrecherei, eine Imkerei sowie Webereien. Nach dem Münchner Abkommen wurde die Gemeinde Ende 1938 dem Deutschen Reich zugeschlagen und gehörte bis 1945 zum deutschen Landkreis Grulich. 1939 hatte die Gemeinde 474 Einwohner und bestand aus 140 Häusern. Die Dorfflur erstreckte sich über eine Fläche von 782 ha bis zum Gebirgskamm (1050 m n.m.). Die Grundschule im Tanndorfer Hinterwinkel wurde 1939 geschlossen.
Nach dem Ende des Zweiten Weltkrieges kam die Gemeinde zur Tschechoslowakei zurück und erhielt den amtlichen Namen Jedlová. Die deutschen Einwohner wurden vertrieben. Ein Großteil der Häuser von Jedlová blieb danach unbewohnt und verfiel. Im Jahre 1949 wurde Jedlová nach Deštné eingemeindet und dem Okres Dobruška zugeordnet; zugleich erhielt der Ortsteil den amtlichen Namen Jedlová v Orlických horách. Im Zuge der Gebietsreform von 1960 wurde der Okres Dobruška aufgehoben und Jedlová dem Okres Rychnov nad Kněžnou zugewiesen. In der zweiten Hälfte des 20. Jahrhunderts wurden die meisten der verlassenen Häuser abgerissen, ein geringer Teil fand eine neue Nutzung als Feriendomizile. Am 1. März 1980 verlor Jedlová v Orlických horách den Status eines Ortsteils.
Heute ist Jedlová v Orlických horách eine Sommerfrische und Wintersportgebiet. Am Nordhang des Studenný vrch befinden sich zahlreiche Abfahrtsstrecken mit Liftbetrieb. 2006 wurde beim Skicentrum Deštné die zweisitzige Doppelmayr-Sesselbahn Valachovka-Studenný vrch in Betrieb genommen, die zuvor seit 1980 als Tälilift im Wintersportgebiet Malbun aufgebaut war. Außerdem besteht in Jedlová ein Seilgarten (Lanový park Deštné).

## Ortsgliederung
Die Grundsiedlungseinheit Jedlová v Orlických horách bildet einen Katastralbezirk. Er umfasst neben Jedlová auch die Siedlung Luisino Údolí (Luisenthal) sowie die Ortslagen Ovčár (Obschar), Stará Huť (Althütte) und Zálesí (Dreihäusel)

## Sehenswürdigkeiten
- Kirche des hl. Matthäus, erbaut 1737–1741 anstelle eines hölzernen Vorgängerbaus, vollendet wurde sie durch Donatius Theodor Morazzi. Die dem Verfall überlassene Kirche wurde nach 1989 durch das DCŽM Vesmír teilweise instand gesetzt und vor dem Abriss bewahrt. Die Kirche wird von einem Friedhof umgeben.
- Mlýn u Skály, ehemalige Wassermühle an der Bělá
- ehemalige Glashütte Karolinenhütte, an der Straße nach Zákoutí
- Mehrere Häuser in Volksbauweise
- Nischenkapelle
- Mariensäule am Friedhof

## Söhne und Töchter des Ortes
- Hieronymus Brinke (1800–1880), Chronist und Dichter, Schöpfer des „Weberliedes“